# 조 존슨 (농구 선수)

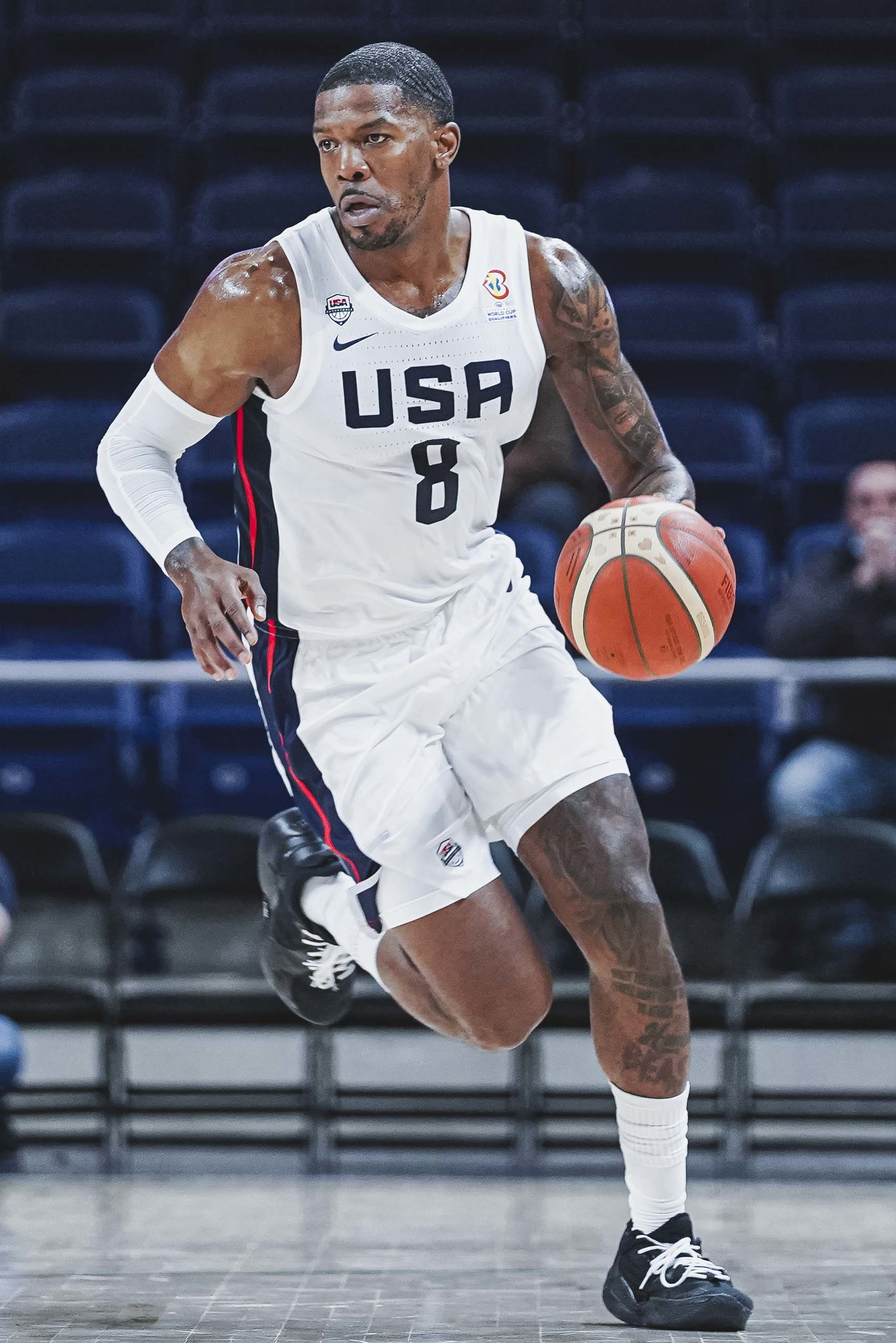
2022년 모습

조 존슨(Joe Johnson, 본명: 조 마커스 존슨, Joe Marcus Johnson, 1981년 6월 29일 ~ )은 미국의 전직 프로 농구 선수이다. "이소 조"(Iso Joe)라는 별명을 가진 그는 리틀 록 센트럴 고등학교(Little Rock Central High School)에서 고등학교 농구를, 아칸소 레이저백스에서 대학 농구를 했다. 아칸소에서 2년을 보낸 후, 그는 2001년 NBA 드래프트에 참가하여 보스턴 셀틱스에 전체 10순위로 지명되었다.
존슨은 NBA 올스타에 7회 선정되었으며 피닉스 선즈, 애틀랜타 호크스, 브루클린 네츠, 마이애미 히트, 유타 재즈, 휴스턴 로케츠에서 뛰는 동시에 미국 국가대표로도 활약했다. 호크스에서 뛰는 동안 그는 아이솔레이션 플레이 기술로 "이소 조"라는 별명을 얻었다. 그는 통산 20,000점을 획득한 NBA 선수 50명 중 한 명이다.

## 프로 경력
- 보스턴 셀틱스(2001~2002)
- 피닉스 선즈(2002~2005)
- 애틀랜타 호크스 (2005-2012)
- 브루클린 네츠 (2012-2016)
- 마이애미 히트 (2016)
- 유타 재즈(2016~2018)
- 휴스턴 로키츠 (2018)
- 트리플레츠 빅3(Triplets Big3) 및 농구 토너먼트(2019~현재)
- 셀틱스로의 복귀(2021~2022)